# Rathaus Loitz

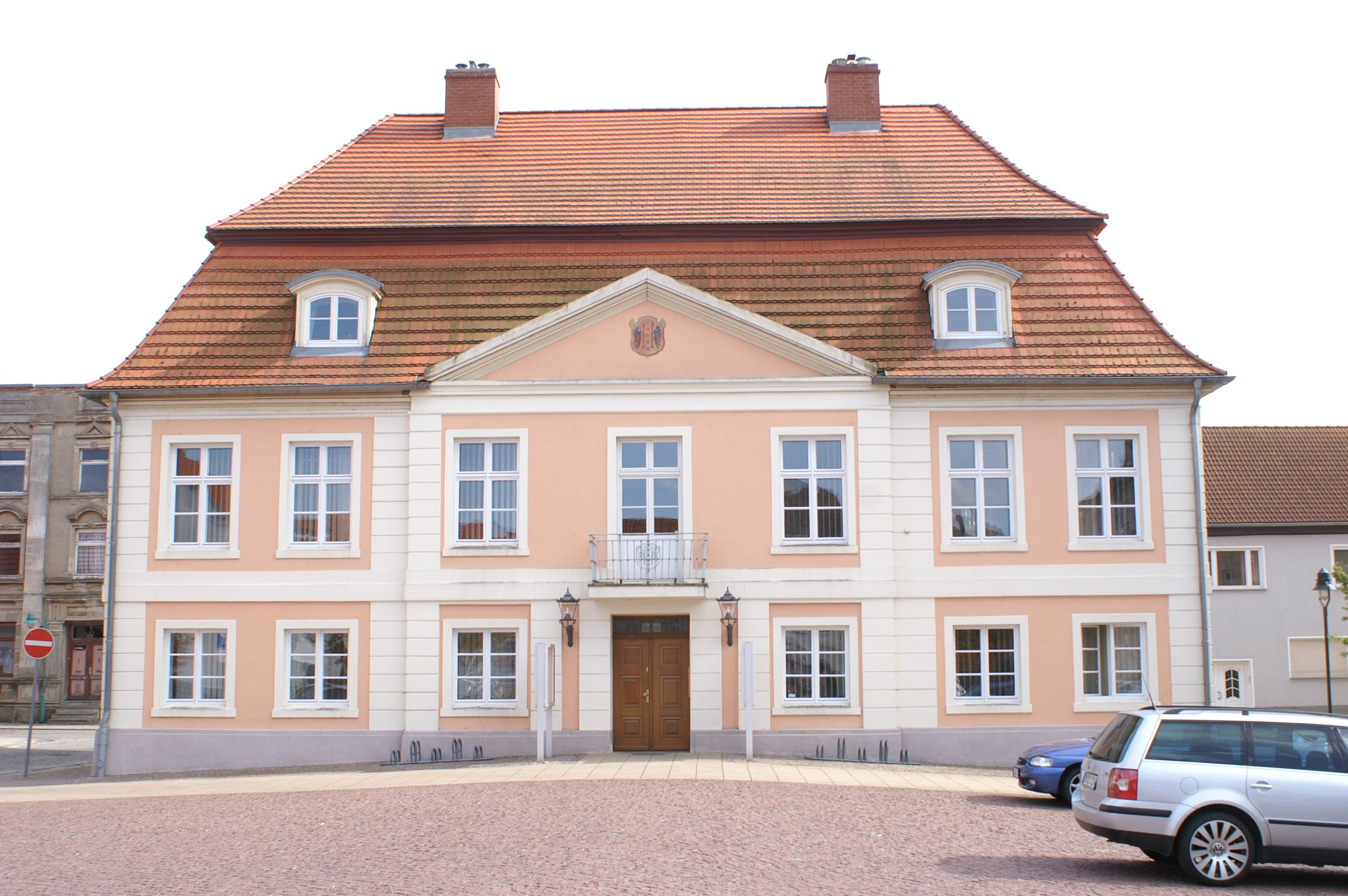

Das Rathaus Loitz in Loitz am Markt, Lange Straße 83, wurde 1787 gebaut.
Das Gebäude steht unter Denkmalschutz.

## Geschichte
Die Kleinstadt Loitz hat 4264 Einwohner (2019). 1242 erhielt sie das Stadtrecht, 1299 wurde die Stadtkirche erwähnt und 1314 das ehemalige Schloss Loitz. Vom Stadtbrand von 1701 und von den verschiedenen Kriegen erholte sich Loitz erst in der zweiten Hälfte des 18. Jahrhunderts.
Der zweigeschossige barocke und auch klassizistische Putzbau von 1787 mit Mittelrisalit und Mansarddach entstand nach Plänen von Rüsch (Stralsund) zeitgleich wie die Superintendentur.
 
Er wurde 1995 im Rahmen der Städtebauförderung nach Plänen von Dieter Kruse saniert und umgebaut.
Der Marktplatz wurde in den 1990er Jahren nach Plänen von Rainer Hobigk neu gestaltet.